# Паэт, Урмас
У́рмас Паэт (эст. Urmas Paet; род. 20 апреля 1974, Таллин) — эстонский политик. Член эстонской Партии реформ. Депутат Европейского парламента с 2014 года. В прошлом — министр иностранных дел Эстонии (2005—2014).

## Биография
Паэт родился в Таллине, Эстония. Окончил Тартуский университет в 1996 году, получив степень бакалавра по специальности «политология», в том же году прошёл курс магистратуры по специальности «Международные отношения» в университете в Осло. Первое время работал журналистом на Эстонском радио и в редакции новостей газеты «Postimees». C 1999 по 2003 год работал старейшиной части города Нымме в Таллине, тогда же он присоединился к Партии Реформ и стал профессиональным консультантом.
В апреле 2003 года, когда правительство Юхана Партса приступило к исполнению своих обязанностей, Паэт стал министром культуры Эстонии. Он оставался на этом посту до апреля 2005 года, когда правительство ушло в отставку. С апреля 2005 года, когда кабинет Андруса Ансипа приступил к исполнению своих обязанностей, он стал министром иностранных дел Эстонии.
По результатам выборов 2014 года избран депутатом Европейского парламента от Партии реформ. Переизбран на выборах 2019 года.
По результатам парламентских выборов 2023 года избран депутатом Рийгикогу XV созыва, но отказался от мандата, чтобы остаться депутатом Европейского парламента. Его место занял Ээро Мерилинд (Eero Merilind).
Он является полиглотом — говорит на эстонском, английском, русском, немецком и финском языках.

## Личная жизнь
Паэт женат и имеет двоих детей.

## Телефонный разговор с Кэтрин Эштон
5 марта 2014 года на видеохостинге YouTube пользователем Michael Bergman, ни разу до этого не загружавшего там видеофайлы, была выложена запись телефонного разговора верховного представителя ЕС по иностранным делам Кэтрин Эштон и Урмаса Паэта, которая оказалась в распоряжении работников СБУ. Разговор состоялся 26 февраля после визита Паэта на Украину. В ходе разговора собеседники обсудили впечатления о ситуации на Украине. Паэт упоминает о своём разговоре с медиком Ольгой Богомолец, помогавшей пострадавшим на Майдане. Богомолец высказала гипотезу, что снайперы, стрелявшие на Майдане, могли быть наняты кем-то из новой коалиции. «И всё большую настороженность людей вызывает то, что новая коалиция не желает расследовать точные обстоятельства случившегося», — сказал Паэт. МИД Эстонии подтвердил подлинность записи. В тот же день Урмас Паэт заявил о необходимости проведения независимого международного расследования убийств на Евромайдане.

## Награды
- Крест «За заслуги» (2020, Министерство иностранных дел Эстонии)[7]
- Медаль Балтийской ассамблеи (2014)[8]